# Todos os Cantos
Todos os Cantos é o terceiro álbum ao vivo da cantora brasileira Marília Mendonça, lançado em 22 de fevereiro de 2019 pela gravadora brasileira Som Livre.
O álbum foi baseado no projeto homônimo, um roteiro de shows gravados pela cantora em todas as capitais do Brasil durante os anos de 2018 e 2019. Diferentemente dos discos anteriores de Marília, o repertório de Todos os Cantos não foi escrito pela cantora. Apesar disso, foi um sucesso comercial e reuniu várias canções que se tornariam sucessos na carreira da artista, como "Ciumeira", "Bem Pior que Eu" e "Bebi Liguei", todas liberadas como singles.
O álbum venceu o Grammy Latino de 2019 na categoria Melhor Álbum de Música Sertaneja.

## Divulgação

### Singles
- "Ciumeira" foi lançada como primeiro single do projeto em 24 de agosto de 2018. A canção foi certificada como disco diamante triplo pela PMB.[5]
- "Bem Pior Que Eu", segundo single do álbum foi lançado em 7 de setembro de 2018. Assim como o single anterior, "Bem Pior Que Eu" foi considerado um dos maiores sucessos do álbum e foi certificado como disco diamante triplo pela PMB.[5]
- "Casa da Mãe Joana" foi lançada como terceiro single do álbum em 14 de setembro de 2018. A canção foi certificada como disco diamante pela PMB.[5]
- "Bye Bye" é o quarto single do projeto, lançado em 12 de outubro de 2018. "Bye Bye" foi certificada como disco diamante pela PMB.[5]
- "Sem Sal" foi lançada como quinto single do álbum em 26 de outubro de 2018. O single obteve um ótimo desempenho nas paradas e foi certificado como disco diamante duplo pela PMB.[5]
- "Passa Mal" é o sexto single, lançado em 9 de dezembro de 2018. O single foi certificada como disco diamante pela PMB.[5]
- "Bebi Liguei" foi lançado com sétimo e último single do álbum, lançado em 16 de dezembro de 2018. O single foi certificada como disco diamante triplo pela PMB.[5]

## Documentário
Todos os Cantos contou com um documentário lançado no dia 13 de setembro de 2019 pela plataforma de streaming Globoplay, que mostra os bastidores do projeto de Marília apresentando uma faixa nova ao vivo em todas as capitais do Brasil. O projeto Todos os Cantos tem shows surpresas e gratuitos em várias cidades, onde ela grava o vídeo de uma música nova e lança depois em seu canal no YouTube. Em 17 de maio de 2019, foi lançado a segunda parte do projeto, e em 16 de agosto de 2019 a terceira parte.
Em 5 de novembro de 2021, em homenagem póstuma à cantora, que morreu no mesmo dia, os dois primeiros episódios do documentário foram exibidos em um especial programado de última hora pela TV Globo no lugar do Globo Repórter e de Verdades Secretas, enquanto os dois últimos foram exibidos em 7 de novembro dentro do Domingão com Huck. Um compilado de clipes do projeto também foi exibido no dia 7, substituindo o programa Zig Zag Arena.

## Prêmios e indicações
| Ano  | Premiação     | Categoria                        | Resultado | Ref.          |
| ---- | ------------- | -------------------------------- | --------- | ------------- |
| 2019 | Grammy Latino | Melhor Álbum de Música Sertaneja | Venceu    | [ 12 ] [ 13 ] |

## Lista de faixas
| Todos os Cantos – Volume 1 |                                              |                                                                                             |         |  |
| N.º                        | Título                                       | Compositor(es)                                                                              | Duração |  |
| 1.                         | "Ciumeira"                                   | Anair Paula Diego Ferrari Everton Matos Guilherme Ferraz Paulo Pires Ray Antonio Sando Neto | 3:10    |  |
| 2.                         | "Sem Sal"                                    | Benício Neto Junior Gomes Renno Poeta Vine Show Vinícius Poeta                              | 2:42    |  |
| 3.                         | "Bem Pior Que Eu"                            | Gustavo Martins Murilo Huff Rafael Augusto Ricardo Vismarck Ronael                          | 2:48    |  |
| 4.                         | "Casa da Mãe Joana" (com Henrique & Juliano) | Elcio di Carvalho Thales Lessa Victor Hugo                                                  | 3:07    |  |
| 5.                         | "Bye Bye"                                    | Martins Huff Augusto Vismarck Ronael                                                        | 2:46    |  |
| 6.                         | "Bebi Liguei"                                | Gabriel Agra Philipe Pancadinha Lessa Hugo                                                  | 2:40    |  |
| 7.                         | "Passa Mal"                                  | Ferrari Matos Ferraz Leo Sagga Pires Antonio Neto                                           | 2:34    |  |
| 8.                         | "Amigo Emprestado"                           | Douglas Mello Flavinho Tinto Martins Nando Marx                                             | 2:39    |  |
| 9.                         | "Sabiá" (com Henrique & Juliano)             | Edu Valim                                                                                   | 3:06    |  |
| 10.                        | "Bebaça" (com Maiara & Maraisa)              | Martins Huff Augusto Vismarck Ronael                                                        | 2:55    |  |
| 11.                        | "Obrigado por Estragar Tudo"                 | di Carvalho Juan Marcus Juliano Tchula Natanael Silva                                       | 2:56    |  |
| 12.                        | "Love À Queima Roupa"                        | Gabriel Vittor Jota Lennon                                                                  | 2:29    |  |
| Duração total:             | Duração total:                               | Duração total:                                                                              | 34:05   |  |

| EP Todos os Cantos – Volume 2 |                                                         |                                          |         |  |
| N.º                           | Título                                                  | Compositor(es)                           | Duração |  |
| 1.                            | "Todo Mundo Vai Sofrer"                                 | Diego Silveira Gomes Lari Ferreira Poeta | 2:34    |  |
| 2.                            | "Serenata"                                              | Ferrari Matos Ferraz Pires Antonio Neto  | 2:36    |  |
| 3.                            | "Apaixonadinha" (com Léo Santana e Didá Banda Feminina) | Filipe Escandurras Rafinha RSQ           | 3:00    |  |
| Duração total:                | Duração total:                                          | Duração total:                           | 8:10    |  |

| EP Todos os Cantos – Volume 3 |                                   |                                                |         |  |
| N.º                           | Título                            | Compositor(es)                                 | Duração |  |
| 1.                            | "Supera"                          | Hugo del Vecchio Montenegro Moura Tunico       | 2:27    |  |
| 2.                            | "Abandono de Incapaz"             | Matos Ferraz Pires Rafael Quadros Antonio Neto | 2:39    |  |
| 3.                            | "Intenção" (participação de Gaab) | Marcus Tchula Silva Renato Campeiro            | 3:22    |  |
| Duração total:                | Duração total:                    | Duração total:                                 | 8:22    |  |

## Histórico de lançamentos
| País   | Data                    | Volume   | Formato(s)                 | Gravadora | Ref.   |
| ------ | ----------------------- | -------- | -------------------------- | --------- | ------ |
| Brasil | 22 de fevereiro de 2019 | Volume 1 | Download digital streaming | Som Livre | [ 1 ]  |
| Brasil | 17 de maio de 2019      | Volume 2 | Download digital streaming | Som Livre | [ 14 ] |
| Brasil | 16 de agosto de 2019    | Volume 3 | Download digital streaming | Som Livre | [ 15 ] |